# الحدود الأسترالية الإندونيسية

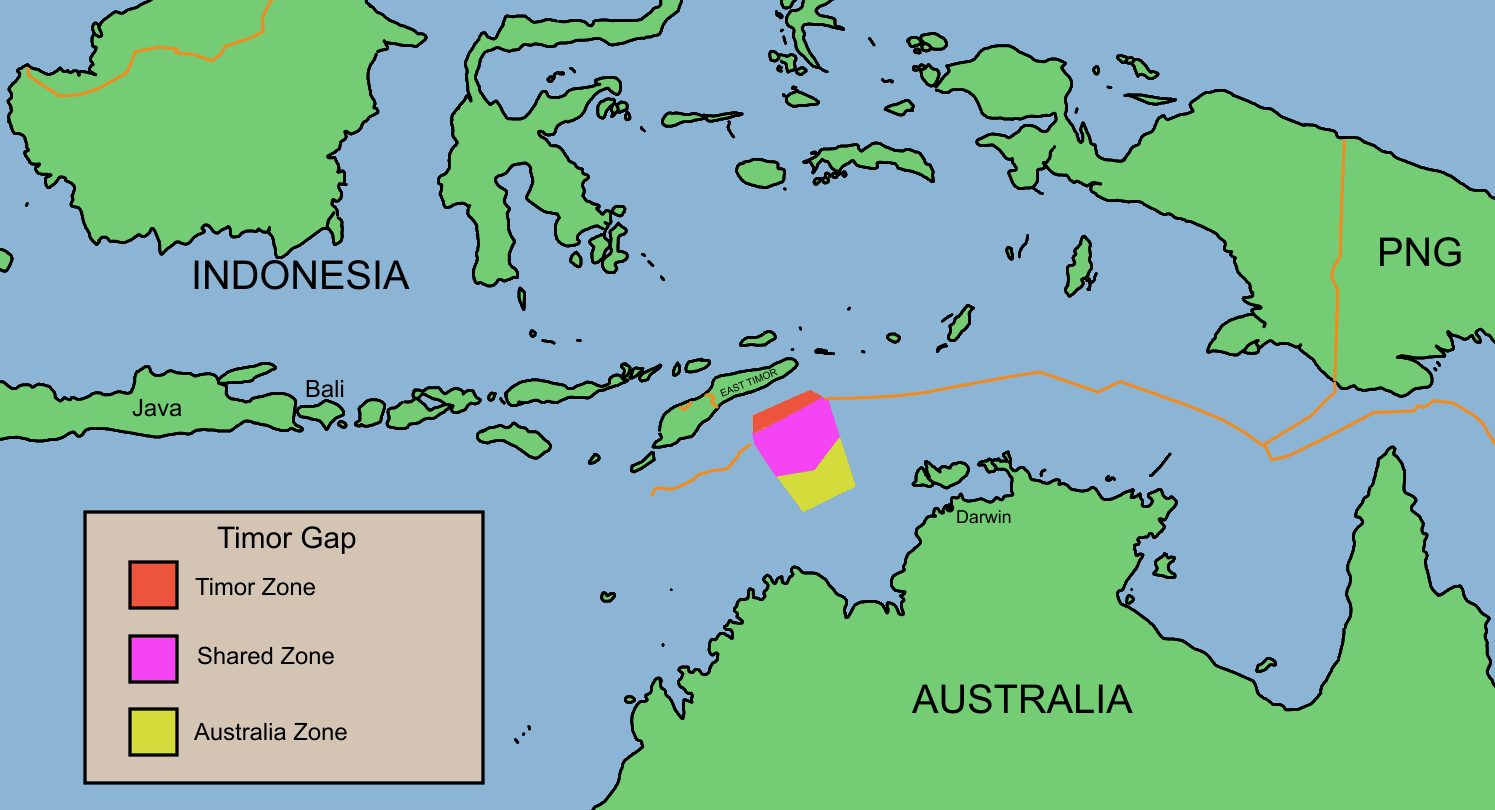
فجوة تيمور

الحدود الأسترالية الإندونيسية هي الحدود البحرية الممتدة غربًا من الحدود البحرية ثلاثية للدولتين مع بابوا غينيا الجديدة في المدخل الغربي لمضيق توريس عبر بحر عرفورا وبحر تيمور، وتنتهي في المحيط الهندي. بيد أن «ثغرة تيمور» خرقت الحدود حيث تلتقي المياه الإقليمية الأسترالية وتيمور الشرقية وحيث يوجد مطالبات متداخلة بين البلدين لقاع البحر.
تشترك أستراليا وإندونيسيا أيضًا في حدود بحرية مشتركة في المحيط الهندي بين أراضي جزيرة كريسماس في أستراليا وجزيرة جاوة الإندونيسية.
من الخصائص المثيرة للاهتمام للحدود البحرية بين البلدين هو الفصل بين ملكية قاع البحر (الجرف القاري أساسًا) وملكية عمود المياه (المنطقة الاقتصادية الخالصة)، ولكل منهما حدوده الخاصة. تمنح ملكية قاع البحر حقوق البلد في جميع الموارد المعدنية في قاع البحر بينما تسمح ملكية العمود المائي بحقوق الصيد في البلد وحقوقه في الموارد الأخرى للمياه في المنطقة المحددة. ومع ذلك لم يتم التصديق على معاهدة 1997 الموقعة على ذلك والأجزاء الغربية من الحدود، وكذلك المعاهدة بين جزيرة كريسماس وجاوة، ولم تدخل حيز التنفيذ. وذلك لأن استقلال تيمور الشرقية تطلب تعديلات على معاهدة عام 1997 واتفاق الطرفين عليها لا يزال معلقاً.

## الحدود
يتم تقسيم الحدود إلى ثلاثة أجزاء، مع كسر الأولين بواسطة فجوة تيمور. الأول بين أستراليا وأندونيسيا - بابوا غينيا الجديدة ثلاثي المراحل عند درجة 50 ودرجة 139 ودرجة 12 شرقًا، وما إذا كانت المياه الإقليمية للبلدين تلمس الحدود الشرقية للمياه الإقليمية التي تطالب بها تيمور الشرقية في 9 ° 28 'S 127 ° 56' E. يمتد الجزء الثاني غربًا من النقطة التي تلامس فيها المياه الإقليمية للبلدين الحدود الغربية للمطالبة بالمياه الإقليمية في تيمور الشرقية عند النقطة 10 ° 28 'S 126 ° 00' E ، إلى 13 ° 05 '27.0 "S 118 ° 10' 08.9" E في المحيط الهندي. والثالث هو بين الإقليم الخارجي الأسترالي لجزيرة كريسماس وجزيرة جاوة إندونيسيا في المحيط الهندي.
تم تحديد الحدود بأربع معاهدات، تم توقيع الرابعة منها ولكن لم يتم التصديق عليها بعد. أنشأ الاتفاق المبرم بين حكومة كومنولث أستراليا وحكومة جمهورية إندونيسيا بشأن إنشاء حدود معينة لقاع البحار، تم توقيعه في كانبيرا في 18 مايو 1971 جزءًا من الجزء الشرقي من حدود قاع البحر (وكذلك الحدود البحرية لإندونيسيا مع بابوا غينيا الجديدة في مضيق توريس) في حين أن الاتفاق المبرم بين حكومة كومنولث أستراليا وحكومة جمهورية إندونيسيا بشأن إنشاء حدود معينة لقاع البحر في منطقة تيمور وبحر عرفة مكمِّل لاتفاق 18 مايو 1971 التي تم توقيعها في جاكرتا في 9 أكتوبر 1972، حددت بقية الجزء الشرقي وجزء من الجزء الغربي من حدود قاع البحر. اتفاق ثالث جرى فيه اتفاق بين أستراليا وإندونيسيا بشأن بعض الحدود بين بابوا غينيا الجديدة وإندونيسيا، حدد الحدود بين بابوا غينيا الجديدة وإندونيسيا المستقلتين قريبًا، وتم التوقيع عليه في جاكرتا في 12 فبراير 1973. أما المعاهدة الرابعة، فمعاهدة بين الحكومة أستراليا وحكومة جمهورية إندونيسيا التي تنشئ حدود منطقة اقتصادية حصرية وحدود معينة لقاع البحار (تُعرف بشكل غير رسمي بمعاهدة تعيين الحدود البحرية بين أستراليا وإندونيسيا) التي تم توقيعها في بيرث في 14 مارس 1997 (لكن لم يتم التصديق عليها)، تقترح الاتفاقية تمديد الجزء الغربي من حدود قاع البحر إلى نقطة إنهائه في المحيط الهندي.
كان أساس وضع الحدود في معاهدة 1971 ومعاهدة 1972 هو «الإطالة الطبيعية» للجرف القاري المادي. أدى ذلك إلى الحدود الممتدة شمال خط الوسط بين شواطئ أستراليا وإندونيسيا، وبالتالي استفادت أستراليا من حيث تقسيم ملكية قاع البحر. ثم انتقلت وجهة نظر القانون الدولي لتسوية المطالبات المتداخلة نحو مفهوم الخط المتوسط، على الرغم من أن أستراليا لا تزال ترى أن الإطالة الطبيعية لا تزال مهمة لتحديد سيادة قاع البحر. وقد نتج عن ذلك معالجة منفصلة لإنشاء حدود قاع البحر، وكذلك بالنسبة لعمود المياه، أو بشكل أساسي فصل الجرف القاري وحدود المنطقة الاقتصادية الخالصة بموجب معاهدة 1997.
قد أدى استقلال تيمور الشرقية في 20 مايو 2002 إلى حدوث تغييرات في الحدود الأسترالية الإندونيسية بالقرب من فجوة تيمور التي حددتها المعاهدات الثلاث. إن أحكام معاهدة عام 1997 بشأن المسائل المتعلقة بفجوة تيمور مثل إعادة تأكيد معاهدة الفجوة في تيمور بين أستراليا وإندونيسيا ورسم حدود عمود المياه عبر منطقة التنمية المشتركة لم تعد قابلة للتطبيق مع تحول تيمور الشرقية إلى المطالب الشرعي من قاع البحر والمنطقة الاقتصادية الخالصة في المنطقة. علاوة على ذلك قد يتعين على أستراليا وتيمور الشرقية وإندونيسيا إعادة التفاوض على «نقاط فجوة تيمور» التي أنشأتها معاهدة عام 1972، وهما النقطتان 16 إيه و17 إيه، حيث قد يكون لتيمور الشرقية أساس للسعي إلى «فجوة تيمور» أوسع من ما قدم أصلا من أستراليا واندونيسيا.

## النزاعات
مع توقيع معاهدة تعيين الحدود البحرية بين أستراليا وإندونيسيا عام 1997، يمكن اعتبار أن معظم المناطق الرمادية بين البلدين قد راوحت علاقاتهما في مراحل مختلفة من الودي إلى العدائية الكاملة، فيما يتعلق بالحدود البحرية المشتركة بينهما قد تمت تسويتها. لا يشمل هذا فقط مسألة السيادة على قاع البحر ولكن أيضًا ملكية الموارد التي تسكن العمود المائي فوق قاع البحر. كما انتهى النزاع السابق حول سيادة قاع البحر في المنطقة المعروفة باسم فجوة تيمور بانفصال تيمور الشرقية واستقلالها. فيما يلي مجالات الخلاف في السياق التاريخي.

### مبدأ ترسيم الحدود
استخدمت أول معاهدتين لتأسيس حدود قاع البحر بين أستراليا وإندونيسيا مبدأ «الإطالة الطبيعية للجرف القاري». خاصة بالنسبة للمعاهدة الثانية جادلت أستراليا بأن تيمور الحوض العميق كان الحافة الطبيعية لجرفها القاري. وبالتالي فإن الحدود الناتجة تقع بالقرب من إندونيسيا ومن المحتمل أنها أنكرت حصة كبيرة من الموارد البترولية من قاع البحر.
على الرغم من المبدأ الذي تم الاتفاق عليه من خلال المفاوضات، إلا أن استخدامه كان نقطة استياء مستمرة من جانب الإندونيسيين، حيث قال وزير خارجيتها السابق مختار كوسوماتادماجا إن أستراليا «قد تم نقلها إلى عمال النظافة» من الأستراليين. مع اتفاقية الأمم المتحدة لقانون البحار لعام 1982 جادلت إندونيسيا بأن الخط المتوسط الخط المتساوي من خطوط الأساس لكلا البلدين هو الموقع الصحيح للحدود. كان للقوة المتزايدة لحجة إندونيسيا حول مبدأ الإطالة الطبيعية الأسترالية تأثير كبير على المعاهدات اللاحقة بين البلدين، وهي معاهدة الفجوة في تيمور لعام 1989 ومعاهدة تعيين الحدود البحرية بين أستراليا وإندونيسيا لعام 1997.
أسفرت المبادئ المختلفة بشأن مكان الحدود عن عدم القدرة على التوصل إلى اتفاق لإغلاق فجوة تيمور بحدود بحرية دائمة. بدلاً من ذلك يجب الاتفاق على ترتيب لمشاركة الموارد في مجال التنمية المشتركة.
شهدت معاهدة عام 1997 حجة الإطالة الطبيعية الأسترالية سائدة فيما يتعلق بقاع البحر (الجرف القاري أساسًا). ومع ذلك تم قبول حجة الخط الوسيط في إندونيسيا لإثبات حقوقها على العمود المائي أو المنطقة الاقتصادية الخالصة، مما أدى إلى الفصل بين النوعين من الحدود. تعترف المعاهدة بملكية إندونيسيا الكاملة للموارد الحية في المياه الواقعة شمال حدود عمود المياه وجنوب حدود قاع البحر. في الواقع كانت حدود العمود المائي وهي في الأساس خط الوسط، في الواقع حدود المنطقة الاقتصادية الخالصة بحكم الواقع منذ أن تم إنشاء مثل هذا الخط من خلال خط المراقبة والترصد المؤقت لمصايد الأسماك الذي تم الاتفاق عليه في عام 1981.

### فجوة تيمور
انخرطت أستراليا وإندونيسيا في مفاوضات لحل نزاع حول المطالبات المتداخلة بالجرف القاري في فجوة تيمور عندما تم ضم تيمور الشرقية وأصبحت جزءًا من الأراضي الإندونيسية في عام 1975. بعد معاهدتي الحدود المبكرين في قاع البحر قررت إندونيسيا أن قاع البحر الحدود التي ستغلق فجوة تيمور ستقع على طول الخط الفاصل بين البلدين. ومع ذلك رأت أستراليا أن الجرف القاري يجب أن يمتد إلى تيمور ترو، وهو خندق عميق في بحر تيمور والذي يقع على بعد 40 ميلًا بحريًا (74 كم) من الشاطئ الجنوبي لتيمور وعلى بعد 250 ميلًا بحريًا (460 كم) من أستراليا.
بدأت المحادثات في عام 1979 ولكن لم يكن هناك اتفاق على الحدود البحرية الدائمة. وبدلاً من ذلك توصل البلدان إلى اتفاق «محايد السيادة» في عام 1989 والذي سمح بالاستغلال المشترك والمشاركة المتساوية للموارد البترولية في «منطقة تعاون» تقع بين الحدود القصوى لمطالب البلدين.
لم تعد معاهدة عام 1989 سارية بمجرد انفصال تيمور الشرقية عن إندونيسيا في عام 1999، ولم تكن الدولة الجديدة ملزمة بالمعاهدة. وأبلغت إندونيسيا أستراليا في وقت لاحق من ذلك العام بأنها لم تعد ملزمة بمعاهدة فجوة تيمور.
النزاع حول فجوة تيمور الآن بين أستراليا وتيمور الشرقية ولا يشمل إندونيسيا. ومع ذلك قد يتعين على إندونيسيا أن تصبح طرفًا في المفاوضات لإنشاء نقاط الحدود الحدودية بين أستراليا وتيمور الشرقية وإندونيسيا إذا اختارت تيمور الشرقية عدم الالتزام بـ «العرض» الحالي لفجوة تيمور التي قررت أستراليا وإندونيسيا (من خلال معاهدة 1972 دون التشاور مع التيموريين الشرقيين، أو مع البرتغال المسؤول الاستعماري لتيمور الشرقية في ذلك الوقت).